# La Miel
La Miel es un corregimiento ubicado en el distrito de Las Tablas en la provincia panameña de Los Santos. En el año 2010 tenía una población de 290 habitantes y una densidad poblacional de 8,5 personas por km².

## Geografía física
De acuerdo con los datos del INEC el corregimiento posee un área de 34,2 km².

## Demografía
De acuerdo con el censo del año 2010, el corregimiento tenía una población de unos 290 habitantes. La densidad poblacional era de 8,5 habitantes por km². 